# 世紀の空売り 世界経済の破綻に賭けた男たち
『世紀の空売り 世界経済の破綻に賭けた男たち』（せいきのからうり せかいけいざいのはたんにかけたおとこたち、The Big Short: Inside the Doomsday Machine）は、2000年代のアメリカ合衆国の住宅バブルを題材としたマイケル・ルイスのノンフィクション書籍である。2010年3月15日にW・W・ノートン&カンパニーより出版された。本書は『ニューヨーク・タイムズ』のベストセラーリストに28週ランクインし、また2015年には映画化作品『マネー・ショート 華麗なる大逆転』が公開された。

## 内容
本書は、クレジット・デフォルト・スワップ市場創設の主要人物たちのうち、債務担保証券（CDO）のバブル崩壊に賭け、2007-08年の金融危機で利益を得た数名が描かれている。また、市場に逆らうか、もしくは「常識に逆らう」人々の奇抜な性質も浮き彫りにしている。
本書では、シティグループとベアー・スターンズの破綻を予測したメレディス・ホイットニー、無遠慮な性格のヘッジファンド・マネージャーのスティーヴ・アイズマン、ドイツ銀行のトレーダーのグレッグ・リップマン、買い手と売り手のマッチングによって最初のCDO市場を創設したクオンツ・アナリストのユージーン・スー、11万ドルでガレージにヘッジファンドを立ち上げ、市場崩壊時には1億2000万ドルまで成長させたコーンウォール・キャピタル創設者たち、元神経学者でサイオン・キャピタルの創設者のマイケル・バーリなど、住宅バブルの崩壊を信じていた人々が追われている。
また、メリルリンチの3億ドルのメザニンCDOマネージャーであったウィン・チャウ、1回の取引としては史上5番目の高額となる90億ドルの損失を出したことで知られるハーウィー・ハブラー、990億ドル以上の損失を出したジョセフ・カッサーノのAIGファイナンシャル・プロダクツなど、市場崩壊で巨額の損失を出した者たちにもスポットを当てている。

## 評価
本書は、2010年のファイナンシャル・タイムズ・アンド・ゴールドマン・サックス・ビジネス・ブック・オブ・ザ・イヤー賞の最終選考に残った。また、『ニューヨーク・タイムズ』のベストセラーリストのノンフィクション部門に28週ランクインした。さらに、2011年のロバート・F・ケネディ図書賞を受賞した。

## 映画
パラマウント・ピクチャーズは2013年に本書の権利を獲得した。2014年3月24日、アダム・マッケイが監督を務めることが発表された。2015年1月13日、『バラエティ』は、ブラッド・ピット、クリスチャン・ベール、ライアン・ゴズリングが出演し、ピットがマッケイ、デデ・ガードナーと共にプロデューサーを務めると報じた。さらにその後、スティーヴ・カレルもキャストに加わった。映画はプランBエンターテインメントが製作し、パラマウントが配給した。
製作は2015年3月23日にルイジアナ州ニューオーリンズで開始された。映画は2015年12月11日に公開され、批評家の高評価を受け、アカデミー脚色賞を受賞し、作品賞にもノミネートされた。

## 日本語版
- マイケル・ルイス 著、東江一紀 訳『世紀の空売り 世界経済の破綻に賭けた男たち』文藝春秋、2010年9月14日。ISBN 978-4163730905。
- マイケル・ルイス 著、東江一紀 訳『世紀の空売り 世界経済の破綻に賭けた男たち (文春文庫)』文藝春秋、2013年3月8日。ISBN 978-4167651862。